# 黃河擬鱨
黃河擬鱨（学名：Pseudobagrus hwanghoensis），為輻鰭魚綱鯰形目鱨科的其中一種，為温帶淡水魚類，分布於亞洲中國黃河流域，棲息在底層水域，生活習性不明。

## 扩展阅读
維基物種上的相關：黃河擬鱨
- 黄河土著鱼类列表